# Tetsuzō Tanikawa
Tetsuzō Tanikawa (谷川 徹三, Tanikawa Tetsuzō, 26 mai 1895 - 27 septembre 1989) est un philosophe japonais, partisan du concept de gouvernement mondial afin de favoriser la paix.
Tanikawa a introduit des idées philosophiques au Japon à travers ses traductions de Georg Simmel et Emmanuel Kant. Son influence philosophique majeure est Goethe. Il s'est interrogé sur la façon dont la paix mondiale pourrait être réalisée face à la prolifération nucléaire au début de la guerre froide.
Il est le père du poète Shuntarō Tanikawa.

## Source de la traduction
- (en) Cet article est partiellement ou en totalité issu de l’article de Wikipédia en anglais intitulé « Tetsuzō Tanikawa » (voir la liste des auteurs).